# Imperial Glory
Imperial Glory (Keizerlijke Glorie) is een RTS (Real-time strategy) computerspel dat zich afspeelt in de napoleontische tijd. Het spel werd ontwikkeld door Pyro Studios en uitgegeven door Eidos, het spel werd uitgebracht in mei 2005.
Het spel speelt zich af tussen 1789 en 1830 en laat de speler kiezen tussen de grote rijken van die tijd - Groot-Brittannië, Rusland, Pruisen, Oostenrijk en Frankrijk - met als doel het veroveren van heel Europa. Het spel heeft een 3D veld en zeeslagen en een strategiecampagne zoals die van Rome: Total War. Het speelveld wordt isometrisch weergegeven.

## Platforms
| Jaar | Platform  |
| ---- | --------- |
| 2005 | Windows   |
| 2006 | Macintosh |